# Congazcicul de Sus
Congazcicul de Sus (en rumano: Congazcicul de Sus; en gagauzo: Kongazçık Yukarkı) es una comuna y pueblo de la unidad territorial autónoma de Gagaúzia, al sur de Moldavia.

## Toponimia
El nombre del asentamiento en otros idiomas de importancia en el asentamiento es Verjni Kongazchik (en ruso: Верхний Конгазчик; en ucraniano: Верхній Конгазчик).

## Geografía
La comuna está formada por los pueblos de Congazcicul de Jos (en gagauzo: Kongazçık Aşaakı), Congazcicul de Sus (en gagauzo: Kongazçık Yukarkı) y Dudulești (en gagauzo: Duduleşt).

## Demografía
La evolución de la población de Congazcicul de Sus entre 1994 y 2014 fue la siguiente:
| 2163                         | 1652 | 13 406 | 1480 |
| (Fuente: Localitati Moldova) |      |        |      |

Según el censo de 2004, los gagáuzos representaban el 72,94% de los habitantes; los rumanos, el 17,80%; los búlgaros de Besarabia, el 5,39%; los rusos, el 2,12%; y los ucranianos, el 1,45%.